# Винебејго (Илиноис)
Винебејго (енгл. Winnebago) град је у америчкој савезној држави Илиноис.

## Демографија
По попису из 2010. године број становника је 3.101, што је 143 (4,8%) становника више него 2000. године.
| Група             | 2000.         | 2010.         |
| Белци             | 2.870 (97,0%) | 2.962 (95,5%) |
| Афроамериканци    | 33 (1,1%)     | 32 (1,0%)     |
| Азијати           | 9 (0,3%)      | 12 (0,4%)     |
| Хиспаноамериканци | 35 (1,2%)     | 55 (1,8%)     |
| Укупно            | 2.958         | 3.101         |